# سانلس اسکایز
سانلس اسکایز یا آسمان‌های بدون خورشید (به انگلیسی: Sunless Skies) یک بازی ویدئویی نقش آفرینی است که توسط فیل‌بتر گیمز ساخته شده است. این بازی که تا حدی توسط یک کمپین کیک‌استارتر تأمین می‌شد، در سال ۲۰۱۷ وارد دسترسی زودهنگام شد، در ژانویه ۲۰۱۹ منتشر شد و به عنوان یک بازی نقش آفرینی "ترسناک گوتیک " توصیف شده است. «سانلِس اسکایز» دنباله‌ای بر «سانلس سی» محصول ۲۰۱۵ است و عناصر و محیط‌های مشابهی را در خود جای داده است.

## گیم پلی
سانلس اسکایز یک بازی ویدئویی نقش آفرینی متمرکز بر اکتشاف و داستان است. بازی از زاویه دید بالا به پایین انجام می‌شود. بازیکنان از طریق یک لوکوموتیو بین‌ستاره‌ای قابل ارتقا در دنیای بازی حرکت می‌کنند و می‌توانند با روایت‌های مختلف کوتاه و طولانی تعامل داشته باشند که ممکن است پاداش‌های مثبت یا منفی داشته باشند. در حین سفر، لوکوموتیو ممکن است مجبور شود با لوکوموتیوهای دشمن یا موجودات ماورایی مبارزه کند. اگر لوکوموتیو بازیکن از بین برود یا شخصیت آنها کشته شود، آنها باید از نو شروع کنند، اما برخی از دارایی‌های شخصیت قبلی ممکن است به شخصیت بعدی منتقل شود و برخی رویدادهای داستانی کامل باقی بمانند. با هر شخصیت بازیکن، مکان‌ها در نقشه جهان دوباره چیده می‌شوند و نقشه دوباره پنهان می‌شود، این بازیکن را مجبور می‌کند تا مکان‌ها را دوباره کشف کند.

## خلاصه داستان
سانلس اسکایز در همان دنیای الهام‌گرفته از دوران ویکتوریایی به‌عنوان فالن لندن و سانلس سی می‌گذرد. داستان این بازی ده سال پس از وقایع سانلس سی می‌گذرد، بعد از آن که شهر زیرزمینی لندن دروازه ای به نام افقِ مشتاق را باز کرد و به فضای بیرونی آن دسترسی پیدا کرد، در این فضا که بیابانِ بالا نام دارد، ستاره‌ها موجوداتی خداگونه هستند که با نور خود اعمال قدرت می‌کنند و وحشت‌های روشن و ناگفتنی‌شان در تاریکی کمین کرده است. امپراتوری جدید بریتانیا به چندین ستاره گسترش یافته است و حتی یک ستاره مصنوعی به نام خورشید خودکار ساخته‌اند، ملکه ویکتوریا تخت سلطنت یک ستاره مرده را به دست گرفته و بر ویژگی‌های زمان تسلط پیدا کرده است. بازیکن نقش خدمه یک لوکوموتیو درحال نابود شدن را بر عهده می‌گیرد که پس از مجروح شدن کاپیتان قبلی، مقام کاپیتانی کشتی و جعبه سیاه عجیبی را به ارث می‌برد. بازیکن آزاد است تا رمز و راز جعبه را دنبال کند، به عنوان یک تاجر و ثروتمند بازنشسته شود، در جنگ بین امپراتوری و مستعمره‌های شورشی بجنگد، یا به دنبال پاسخی برای یک سؤال خطرناک باشد: چرا ستاره‌ها می‌میرند؟

## توسعه
این بازی در سال ۲۰۱۶ در نمایشگاه EGX معرفی شد. در فوریه ۲۰۱۷، استودیو یک کمپین سرمایه‌گذاری جمعی در کیک‌استارتر برای جمع‌آوری سرمایه موردنیاز توسعه بازی راه اندازی کرد. شرکت فیل‌بتر کل هزینه ساخت بازی را ۳۳۰۰۰۰ پوند تخمین زد. آنها یک هدف مالی تنها ۱۰۰۰۰۰ پوند تعیین کردند - آنها اینطور توضیح دادند که با استفاده از سود پروژه‌های موجودشان این شکاف مالی را می‌بندند. در این رویداد، این پروژه ۳۷۷۰۰۰ پوند جمع‌آوری کرد.
بازی بر روی موتور بازی یونیتی و پلتفرم داستانی فِیل‌بتر، StoryNexus ساخته شده است.
پل آرنت، مدیر عامل فیل‌بتر خاطرنشان کرد که آنها نمی‌خواستند دنباله، فقط سانلس سی ۲ با کشتی‌های بزرگ‌تر باشد. استفاده از محیط ویکتوریایی در فضا برای آنها جذابیت داشت. تیم توسعه از آثار علمی تخیلی و عاشقانه‌های نجومی نویسندگان سی‌اس لوئیس، اچ‌جی ولز، و لی براکت به‌عنوان عوامل الهام‌بخش همراه با هنر نوو و بازی Planescape: Torment نام بردند.

### انتشار
این بازی که قرار بود در ماه مه ۲۰۱۷ با دسترسی اولیه منتشر شود و در می ۲۰۱۸ منتشر شود، برای رایانه‌های شخصی مبتنی بر لینوکس، مک‌اواس، ویندوز، در ابتدا به سپتامبر ۲۰۱۸، و سپس در نهایت به ژانویه ۲۰۱۹ به تعویق افتاد.

### نسخه مستقل
فیل‌بتر در ۱۹ اکتبر ۲۰۱۹ اعلام کرد که آخرین به‌روزرسانی برای سانلس اسکایز، سانلس اسکایز: نسخه مستقل خواهد بود، نسخه‌ای قطعی از این بازی که شامل تمام محتوای قبلی و چندین رویداد روایی جدید و بهبودهای گیم‌پلی است. دارندگان نسخه رایانه‌های شخصی این بازی به‌روزرسانی نسخه مستقل را به صورت رایگان دریافت می‌کنند و بازی کامل با تمامی به‌روزرسانی‌های پس از عرضه به‌طور همزمان روی پلی‌استیشن ۴، ایکس‌باکس وان و نینتندو سوییچ منتشر می‌شود. نسخه مستقل در ابتدا قرار بود در نیمه اول سال ۲۰۲۰ منتشر شود، اما بعداً تا سپتامبر ۲۰۲۰ به تأخیر افتاد، قبل از اینکه به دلیل مشکلات عملکرد مداوم در پورت‌های کنسول، دوباره به‌طور نامحدود به تعویق بیفتد. در ۲۹ ژانویه ۲۰۲۱، فیل‌بتر اظهار داشت که اولین زمان ممکن برای انتشار نسخه مستقل مارس ۲۰۲۱ خواهد بود، اما تأکید کرد که این تاریخ قطعی نیست. در ۲۸ آوریل ۲۰۲۱، فِیل‌بتر تاریخ انتشار آزمایشی نسخه مستقل را برای ۱۹ مه تعیین کرد و هشدار داد که اگر فرآیندهای صدور مجوز نسخه‌های کنسولی با مشکلات غیرمنتظره‌ای مواجه شوند، ممکن است این تاریخ همچنان به تعویق بیفتد. سانلس اسکایز: نسخه مستقل در ۱۹ مه ۲۰۲۱ منتشر شد.
| گردآورنده | امتیاز |
| --------- | ------ |
| متاکریتیک | 87/100 |

| ناشر                     | امتیاز |
| ------------------------ | ------ |
| گیم‌اسپات                 | 8/10   |
| پی‌سی گیمر (ایالات متحده) | 90/100 |
| پی‌سی‌گیمزان               | 9/10   |

## بازخورد
پس از انتشار بازی در ژانویه ۲۰۱۹، سانلس اسکایز توسط منتقدان مورد تحسین قرار گرفت و امتیاز متاکریتیک ۸۷ را دریافت کرد که نشان‌دهنده نظرات به «طور کلی مطلوب» است. پی‌سی گیمر آن را «بازی ای که به شما داستان‌های عجیب و غریب و شگفت‌انگیزی برای گفتن می‌دهد، حتی زمانی که به طرز وحشتناکی شکست می‌خورید» نامید، در حالی که قابلیت پخش مجدد و نوشتن بازی را ستود. با این حال، گیم اسپات، بازی را به دلیل داستان‌های تکراری اولیه و گیم‌پلی مبارزه‌ای جالب انتقاد کرد.

### جوایز
در حالی که بازی در حال توسعه بود، نامزد دریافت جایزه «نوشتن یا طراحی روایت» در جوایز دولوپ ۲۰۱۸ شد. پس از انتشار، نامزد دریافت "بهترین روایت"، "Best Original IP" و "بازی سال" در Develop:Star Awards شد. همچنین در جوایز انجمن توسعه دهندگان بازی مستقل برای «جایزه خلاقیت»، «بهترین بازی توسط یک استودیو کوچک» و «بهترین بازی نقش آفرینی»؛ در جوایز گلدن جوی‌استیک برای «بهترین داستان سرایی»، «بهترین بازی مستقل» و «بازی PC سال»؛ جوایز گیم نیویورک برای جایزه آف برادوی بهترین بازی مستقل،و در جوایز NAVGTR برای «بازی، فرانچایز نقش آفرینی» نامزد شد.